# Ordinul Ermetic al Zorilor Aurii
Golden Dawn (însemnând Zorii Aurii, provenind de la denumirea societății oculte a lui Aldous Huxley, sau Nașterea Aurorei, având la bază denumirea L’Aurore Naissante a unei loji masonice germane din Frankfurt pe Main de la începutul secolului al XIX-lea, în care a fost inițiat și lordul britanic Bulwer Lytton) a fost denumirea unei mișcări oculte și ezoterice rozacruciană de la sfârșitul secolului al XIX-lea - începutul secolului al XX-lea din Marea Britanie întemeiată de William Robert Woodman, William Wynn Westcott și Samuel Liddell MacGregor Mathers, masoni și membrii ai Societas Rosicruciana în Anglia (SRIA). Această societate secretă a avut un mare impact în secolul al XX-lea asupra mișcării oculte din Europa.
Primul templu înființat de aceștia a fost Isis-Urania situat în Londra, iar primele inițieri au avut loc în anul 1888.
Mișcarea Zorii Aurii se dorea a fi în principal o școală consacrată studiului științelor oculte, precum misticism, Cabala, alchimie, teosofie, tarot, astrologie, magie sau geomanție etc.
Mișcarea a fost întemeiată datorită în special publicării unor manuscrise codificate cumpărate de Wynn Westcott, dintr-un magazin de antichități. Westcot împreună cu Samuel Lidel McGregor Mathers, au decodat manuscrisul care conținea patru ritualuri complicate. În manuscris s-a găsit o adresă a unei persoane, Anna Sprengel din Germania care deținea un ordin magic secret. De la aceasta au primit aprobarea de a fonda un alt ordin secret numit Golden Dawn (Zorii Aurii). Ordinul oferea o inițiere complexă în magie și avea grade care puteau fi asemanate cu Arborele Vieții. Pentru a dobândi un nou grad, trebuiau dobândite în prealabil cunoștințe practice și teoretice. Pentru a trece de la un grad la altul adepții trebuiau să practice un ritual în care primea fiecare diferite arme magice. Pentru fiecare grad exista câte un anumit halat, emblemă, simbol, slogan etc.
În scurt timp au fost înființate alte temple, Osiris în Weston-super-Mare, templul lui Horus din Bradford, Amen-Ra din Edinburgh și templul Ahathoor la Paris.
Din Zorii Aurii au făcut parte peronalități celebre, precum poetul William Butler Yeats sau magicianul Aleister Crowley, dar și cei doi oameni care au avut rolul fundamental în crearea tarotului Waite: Arthur Edward White, creatorul său la nivel de concept și de simboluri, și Pamela Colman Smith, cea care a desenat atât marile, cât și micile arcane (faptul că și micile arcane sunt illustrate reprezintă una dintre principalele inovații pe care acest pachet de cărți le-a adus în evoluția istorică a tarotului). Zorii Aurii era o societate ai cărei membri credeau în existența nu numai a OZN-urilor dar și a extratereștrilor. Alți membrii de renume ai societății au fost H.G. Wells, Bram Stoker, Jules Verne.
După o perioadă de glorie, începând cu 1899 mișcarea Golden Dawn începe să decadă. Aceasta în primul rând, după moartea lui Westcot și Woodman când apar disensiuni între adepții din templele Isis-Urania și Amen-Ra, mulți dintre aceștia părăsind ordinul și în al doilea rând, datorită lui Aleister Crowley care a publicat toate materialele secrete în revista proprie Equinox. 
În anul 1903 unii din membri care au plecat au fondat mișcarea Stella Matutina (Steaua Dimineții).
La sfârșitul anilor 1930 cele mai multe temple ale Stella Matutina s-au închis sau au intrat în suspendare, cu excepția templului Hermes în Bristol, care a funcționat sporadic până în 1970 și Ra Whare în Havelock North, Noua Zeelandă, care a funcționat în mod regulat până la închiderea sa în 1978.
În prezent există mai multe organizații care au reînviat din învățăturile și ritualurile originale ale Golden Dawn. Dintre acestea, cele mai notabile sunt: 
- Order of the Golden Dawn Collegium Spiritu Sancti
- Temple of Ptah (Chicago, S.U.A.)
- Temple of Thoth-Hermes (Colorado, S.U.A.)
- Hermetic Order of the Golden Dawn
- Temple of Horus
- Open Source Order of the Golden Dawn[2]